# Chiesa di Sant'Agostino (Upton Lovell)
La chiesa di Sant'Agostino (in inglese Church of St Augustine) è la parrocchiale anglicana che si trova a Upton Lovell, villaggio e parrocchia civile nella contea del Wiltshire, nel Sud Ovest dell'Inghilterra. Il luogo di culto è stato edificato nel XVIII secolo, rientra nella diocesi di Salisbury ed è considerato dall'English Heritage un monumento classificato di prima categoria per il suo particolare interesse storico e architettonico.

## Storia

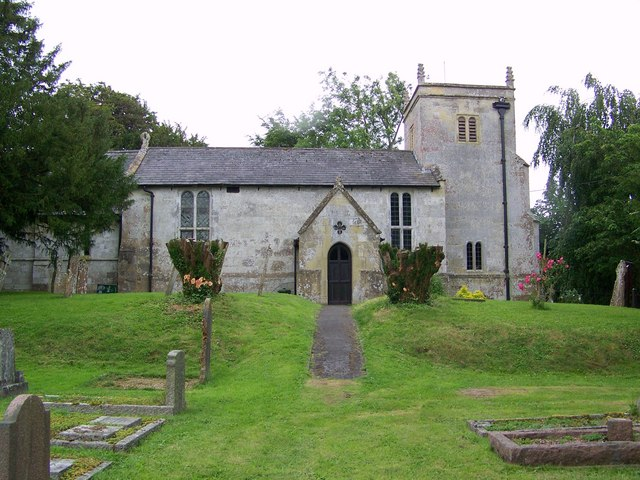
Chiesa di Sant'Agostino con accanto il cimitero della comunità

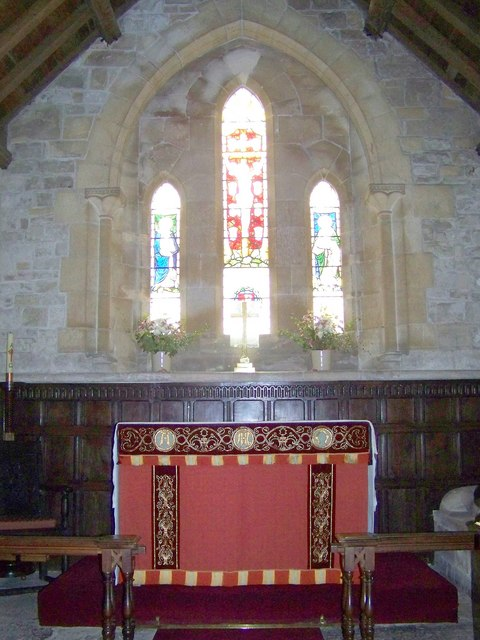
Interno della sala. Presbiterio con altare e finestre gotiche con vetrate policrome

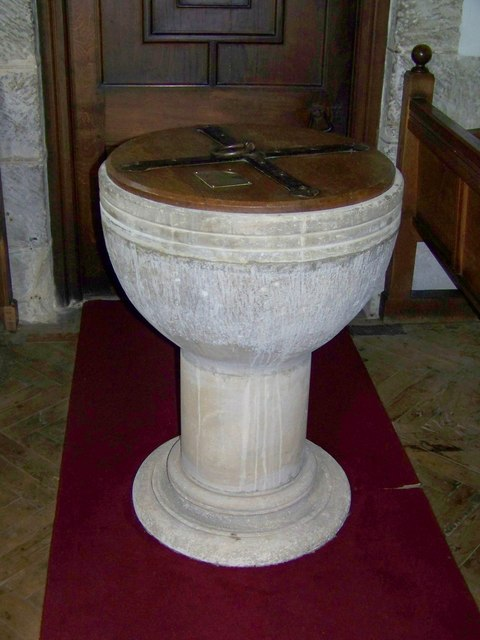
Fonte battesimale

La chiesa parrocchiale anglicana di Sant'Agostino di Canterbury, anche nota su alcune fonti come chiesa di San Pietro, risale al XIII secolo. C'era un insediamento sassone su un'ansa del fiume Wylye. Il Domesday Book chiamava l'insediamento Ubetone. Il vescovo Waltham in una sua visita pastorale a Upton Lovell nel 1394 la descrisse in buone condizioni. Nel 1619 Thomas Hickman ne divenne rettore. Hickman era un convinto sostenitore della corona e quando scoppiò la guerra civile formò una truppa a cavallo a sue spese e la mandò a combattere, con suo figlio Samuel al comando come capitano. Il giovane Hickman morì nella battaglia di Newbury, colpito da una palla di cannone. Il reverendo Hickman fu privato del suo sostentamento durante il governo del lord protettore Oliver Cromwell. Nel 1645 fu processato, i suoi beni sequestrati e fu gettato in prigione per un mese. Quando fu rilasciato dovette pagare 100 sterline per rientrare in possesso dei suoi beni. Nonostante diverse petizioni a Carlo II, dopo la restaurazione della monarchia, la famiglia non fu mai risarcita per le perdite subite. Nel 1794 il rettore, John Crouch, diede gli interessi su 500 sterline per assumere un maestro di scuola per insegnare a 6 bambini poveri. I bambini frequentavano le lezioni tutti i giorni, tranne nel periodo del raccolto, e ci si aspettava che imparassero a leggere, scrivere e, la domenica, seguissero il catechismo religioso. La scuola si teneva nella casa del maestro, ma nel 1847 il rettore William Gray liberò un terreno agricolo accanto alla canonica come spazio per costruire un edificio scolastico. La scuola fu costruita nel 1871 e in seguito divenne una scuola nazionale sotto gli auspici della National Society for Promoting the Poor in the Principles of The Established Church.

## Descrizione
L'English Heritage ha inserito dall'11 settembre 1968 la chiesa di Sant'Agostino di Upton Lovell tra gli edifici storici come monumento classificato di prima categoria col numero 1181825. Il luogo di culto appartiene alla diocesi di Salisbury.

### Esterni
La chiesa di Sant'Agostino si trova nell'abitato di Upton Lovell, villaggio e parrocchia civile nella contea del Wiltshire, nel Sud Ovest dell'Inghilterra. L'edificio è di grandi dimensioni in pietra calcarea bugnata. Presenta una pianta con torre a ovest, navata con portico a nord, sagrestia a sud con presbiterio. Il portico nord è a due falde con bordura a sella, portale a sesto acuto modanato. Il tetto è in ardesia gallese. Il lato nord della navata presenta una bifora a montanti e traversi del XVII secolo con luci a testa semicircolare su entrambi i lati del portico, un breve contrafforte a sinistra. Il presbiterio del XIII secolo presenta un contrafforte a lesena e a sesto acuto sul lato nord, una fascia marcapiano modanata e una grondaia a mensola. L'estremità est presenta monofore a gradini del XIX secolo con modanatura a cappa, il lato sud presenta una bifora in gotico inglese a sinistra. Il lato sud della navata presenta una finestra a due luci con montanti e traversi, con luci ad arco su entrambi i lati della sagrestia a timpano con quadrifoglio e lapide del 1633, bordura a sella con cimasa e pinnacolo. La torre a ovest è del XVII secolo con contrafforti diagonali, portale a testa semicircolare con modanatura ovola con chiave di volta, una coppia di luci ad arco sul lato nord, il palco centrale presenta una coppia di luci ad arco incassate. Il palco campanario presenta finestre a due luci con persiane in legno, marcapiano modanato su parapetto semplice con pinnacoli angolari a uncinetto. Di particolare interesse la campana a canne con lo stemma del Principe di Galles. Accanto alla chiesa si trova il cimitero della comunità.

### Interni
All'interno la copertura della navata a tre campate con pilastri a croce è a travi modanate con bugne intagliate. La parte orientale è datata 1633, con arcarecci, pilastri e rinforzi modanati da mensole in pietra alle travi. L'arco della torre a doppia smussatura, probabilmente è del XIV secolo. Gli archi alle porte nord e sud sono ellittici. L'arco del presbiterio ha doppia smussatura su semicolonne, e risale all'inizio del XIII secolo, con fusti modanati a chiglia, capitelli del XIX secolo. Il presbiterio, restaurato, presenta una capriata a due campate con archi a vista del XIX secolo, cornici marcapiano del XIII secolo con modanature a rullo, acquasantiera trilobata smussata sulla parete sud e abbaino sulla parete nord con decorazioni a zig-zag, dossale a pannelli in legno del XVII secolo, arco a tutto sesto del XIX secolo sulla finestra est su fusti con basi modanate del XIII secolo, vetrate artistiche dedicate a Sarah Ingram, morta nel 1898. Altri elementi decorativi sono la vasca per acquasantiera in pietra del XII secolo restaurata su base del XIX secolo, sedili in stile XVII secolo del 1898 nella navata e nel presbiterio, balaustra per la comunione degli anni novanta del XIX secolo, pulpito poligonale donato dal Reverendo Crockett. Stemma reale di Giorgio I del 1717, dipinto su tavola, sulla parete nord della navata. Tra i monumenti si conservano l'effigie del tardo XIV secolo del cavaliere John, V Lord Lovell di Tidmarsh, morto nel 1408, posto contro la parete sud del presbiterio, una targa in ottone del XV secolo per un sacerdote, una lLapide gotica in pietra calcarea sulla parete sud della navata, dedicata a John Raxworthy, morto nel 1776, e ad altri membri della famiglia fino a Louisa, morta nel 1840. Le ringhiere a punta di lancia in ghisa del XIX secolo, sono fissate agli angoli nord-ovest e sud-ovest della torre. Sul lato opposto del presbiterio c'è un armadio a muro in pietra con modanatura a denti di cane, che suggerisce una datazione del XII secolo.